# Dead-Cat-Strategie
Als Dead-Cat-Strategie (englische Schreibweise: dead cat strategy; deutsche Bedeutung: Strategie der toten Katze) oder auch Deadcatting wird ein Verhalten bezeichnet, bei dem ein dramatisches, schockierendes oder sensationsheischendes Thema angesprochen wird, um von einem anderen, unerwünschten Thema abzulenken. Die Metapher der toten Katze soll auf den australischen Politstrategen Lynton Crosby zurückgehen.
Boris Johnson beschäftigte Crosby während der Wahlen zum Bürgermeister von London in den Jahren 2008 und 2012 als seinen Wahlkampfmanager. Johnson beschrieb die Dead-Cat-Strategie wie folgt: „Eins ist vollkommen sicher, wenn eine tote Katze auf den Esstisch geworfen wird – und ich meine nicht, dass die Leute empört, aufgeschreckt, angewidert sein werden. Das ist wahr, aber irrelevant. Der entscheidende Punkt, sagt mein australischer Freund, ist, dass jeder schreien wird: ‚Du meine Güte, Kumpel, da liegt eine tote Katze auf dem Tisch!‘ Mit anderen Worten, sie werden über die tote Katze sprechen – das, worüber sie sprechen sollen – und sie werden nicht über das Problem sprechen, das dir so viel Ärger bereitet hat.“ (There is one thing that is absolutely certain about throwing a dead cat on the dining room table – and I don’t mean that people will be outraged, alarmed, disgusted. That is true, but irrelevant. The key point, says my Australian friend, is that everyone will shout, ‘Jeez, mate, there’s a dead cat on the table!’ In other words, they will be talking about the dead cat – the thing you want them to talk about – and they will not be talking about the issue that has been causing you so much grief.)

## Beispiele
2013 verglich Boris Johnson den Vorschlag, eine Deckelung für Banker-Boni einzuführen, als „eine tote Katze – reine Ablenkung“ (a dead cat – pure distraction) vom Problem der spanischen Arbeitslosigkeit.
2016 wurde Donald Trump vorgeworfen, die Schauspieler des Musicals Hamilton zu kritisieren, um von einer juristischen Schlichtung zu seinem Vorteil abzulenken. CNN bezeichnete dies als „eine besonders übelriechende tote Katze“ (a particularly malodorous dead cat). Die Washington Post warnte 2017, sich nicht von Trumps „dead cats“ ablenken zu lassen.